# Pettiboneia brevipalpa
Pettiboneia brevipalpa är en ringmaskart som beskrevs av Hilbig och Ruff 1990. Pettiboneia brevipalpa ingår i släktet Pettiboneia och familjen Dorvilleidae. Inga underarter finns listade i Catalogue of Life.